# 데렉 시버스
데렉 시버스(영어: Derek Sivers, 1969년 9월 22일 ~ )은 미국의 기업가이다. 세계 최대의 온라인 인디 음악 시장인 CDBaby.com 의 창시자로 잘 알려져있다.

## 생애
1990년에 버클리 음악 대학을 졸업하고 워너 뮤직 그룹에 취업했으나 1992년에 일본의 작곡가 류이치 사카모토의 기타리스트로 활동하기 위하여 직업을 그만 두었다.
1997년에 음악을 판매하기 위해 CDBaby.com 웹사이트를 만들었다. 그때부터 그의 친구들이 자신들의 음악도 CDBaby.com 을 통해서 판매해달라고 부탁했다고 한다.
CDBaby.com 은 곧 15만명의 음악인 이용자들을 얻었고 한화 1천 200억원 상당의 음원 판매를 창출한 세계 최대의 인디 음악 시장이되었다.
2008년에 CDBaby.com 을 한화 260억원에 매각했다고 한다. 
데렉 시버스의 2010년 TED 강연 '운동이 시작되는 방법'은 TED 웹사이트에서 8백만번의 조회수를 기록했다. 

## 출판한 책들
- Anything You Want: 40 Lessons for a New Kind of Entrepreneur (2011)
- Your Music and People: creative and considerate fame (2020)
- Hell Yeah or No: what's worth doing (2022, 진짜 좋아하는 일만 하고 사는 법)
- How to Live: 27 conflicting answers and one weird conclusion (2022)

## TED 강연들
- How to start a movement (2010, 운동이 시작되는 방법)
- Weird, or just different? (2010, 이상한? 혹은 단지 다른?)
- Keep your goals to yourself (2010, 자신의 목표를 스스로 간직하세요)